# 아도 칼리팅 파시달
아도 칼리팅 파시달(중국어: 阿洛·卡力亭·巴奇辣, 아미어: Ado' Kaliting Pacidal)은 대만의 가수이다.